# Elena Patata
Elena Patata es un personaje de ficción y la protagonista femenina en la serie de cómics y la serie animada, Monster Allergy. En la serie animada, su voz es interpretada por Annie Bovaird.

## Biografía
Elena es una chica italiana de 12 años (11 en la serie de cómics) que es la mejor amiga de Ezequiel Zick. Ella lo ayuda en sus aventuras, adora a lo gatos y el mundo de los monstruos. Timothy y Jeremy creen que es una entrometida, pero es de mucha ayuda para Zick en su Domanición de monstruos. Se le da "El Regalo de la Visión" (la habilidad de ver y guardar monstruos en su casa) por Greta Barrymore - la madre Zick. Elena se enfurece cuando Zick no la toma en cuenta y adora a su gato Sfruzio. Los dos discuten muy constantemente en la serie de cómics y animada, y cuando se impresiona dice: "¡Me cachis en la mar!".

## Serie de Cómics
A Elena le gusta leer una serie de cómics llamada "Fantasmo", como se ve en el cómic Número 1, donde está sentada en una caja leyendo cómics y también se mencionada que se pelea de manera muy seguida. En la serie de cómics, Número 5, ella se conmueve al saber del amor perdido del fantasma del pirata Barba Erizada y lo hace desaparecer con sus conmovedoras palabras. Elena es emociona porque ella, una humana, logra esto y comienza a saltar de emoción. En el Número 6 es revelado que Elena tiene un amigo imaginario llamado Charlie Schuster, que siempre la entretiene con las historias de sus aventuras cuando está deprimida y a quien Zick puede ver y parece sentir celos en un principio. Charlie es de mucha ayuda para Zick y Elena, pero en el Número 8, al darse cuenta de que Elena ya no lo necesita, se va y Elena llama a su nuevo hermano como él. En la serie de cómics Número 21, Zick es forzado a besar Elena en la mejilla para ganar un juego. En Número 22, Elena despierta a un terrible Fuego Negro y arriesga su rango de Guardiana. Elena tiene miedo por esto ya que ella extrañaría mucho a los monstruos. Pero prueba ser una gran Guardiana en el Número 23, y los Tutores deciden dejarla seguir siendo una Guardiana. Elena se muestra celosa cuando Zick está mirando a Lay Mamery lo cual significa que ella puede estar enamorada de Zick. A ella no le agrada el Domador Teddy Thaur porque es inmaduro.

## Serie Animada

### 1° Temporada
Elena aparece por primera vez en el episodio La Casa de Los Monstruos, llegando a la Escuela de Villa Oldmill, cuando descubre que Zick es considerado extraño porque puede ver monstruos y lo ve por primera vez en la clase, se "interesa" en conocerlo. Cuando está buscando a su gato Sfrucio, se emociona por ver monstruos después de ser salvada por Monstruo de Río cuando salva a unos cachorros. En La Planta Glotona ella felizmente descubre que ahí más monstruos dentro de la casa de Zick, e insiste en ayudar a Zick aunque ella no puede ver monstruos. En El Gato en la Maletaella se entristese porque Sfrucio desaparece otra vez y sus padres le dan como regalo otra mascota, un conejo llamado Puffy. Cuando descubren que Sfrucio está encerrado dentro de Pirámide Inc., ella y Zick entran para salvar a Sfrucio y los otros gatos que fueron capturados por Magnacat. En El Monstruo de Al Lado se molesta porque no puede ver nada, y rápidamente piensa en unas ideas para ayudar a Zick en lucha contra monstruos. En La Pirámide de los Invulnerables le da a Zick como regalo unas gafas de sol especiales para que lo ayuden a cubrir sus ojos cuando se pongan rojos, pero termina intensificando su poder. Después de descubrir que muchas personas en Villa Oldmill se están convirtiendo en Androgorkas, Zick le dice que vaya a casa, y ella se enoja porque él no le dice todo. En Magnacat ella sigue molesta con Zick, y le explica que lo está porque él no le explica nada sobre las cosas rara que pasan o monstruos. Cuando descubre que Zick va a ir a la Bahía Oscura para confrontar a Magnacat, ella descubre que Zick no le ha explicado nada de lo que sucede porque no quiere ponerla en peligro, pero termina ofendiéndola. Mientras lo ayuda, ella se molesta porque no puede ver a al fantasma del pirata Barba Erizada que está devorando a los Androgorkas y descubre que el gato de Zick, Timothy puede hablar. En El Escondite de los Piratas, cuando descubre que la tienda de flores de la madre de Zick, Greta, va a ser cerrada, ella piensa en una idea para salvar la tienda robando el tesoro perdido de Barba Erizada y Zick accede a ir a buscarlo, pero él le dice que no puede ir porque no quiere ponerla en peligro otra vez. Sin embargo, ella logra obtener el respeto de Zick, y finalmente lo convence de acompañarlo para ir a buscar el tesoro de Barba Erizada. Ella también se conmueve al oír la historia sobre el amor perdido de Barba Erizada, Olivia. En Terror en las Profundidades descubre que Lardine, una "gata" Tutora que Zick había puesto al cuidado de Elena, puede hablar como Timothy y ve por primera vez a un monstruo, un exhibicionista llamado Chumba Bagingi. También se sorprende al ver a Zick usando el Ambiente Dom por primera vez para sacarlos de un submarino y llevarlos a la superficie en una excursión escolar. En Monstruos Enlatados cuando conoce a Teddy Thaur, inmediatamente le desagrada por ser tan arrogante. También cuanda Zick encuentra el Munual de los Domadores, se lo llena y ansiosamente lo lee para aprender más sobre monstruos. En Zick vs. Zick ella es nombrada la Portadora del Dombox de Zick. También, ella es hipnotizada por Omnised, y lo libera junto con Omniquad y por segunda vez ve a un monstruo llamado Trengingigan, un Gingi caza Gorkas al que Zick y Timothy pidieron ayuda para recapturar a Omnised y Omniquad. Cuando Jeremy, un Tutor Máximo, llega para intervenir en la situación, ordena que le den el Manual de los Domadores y lo quema. Ella se hecha la culpa por lo que pasó, pero entonces aparece Timothy y le ga su Manual de los Domadores y la llave del sótano de Zick y se despide mientras Elena llora. En La Armería Antigua Zick le habla sobre la desaparición de su padre y Elena establece que es muy normal para ellos y lo ayudará a encontrar a la respuesta. Cuando su primo Lonzo es tragado por Bombo y su cara se desordena, ella y Zick van a la Armería Antigua para encontrar la cura, y encuentran al padre de Zick, Zobedja "Zob" Zick. Cuando su primo Lonzo regresa a la normalidad, afirma que ser normal no es divertido. En La Aldea de las Brujas, mientras están buscando la cura para que Zob vuelva a su tamaño normal, se encuentran con Teddy otra vez mientras buscan la Guarida de las Aguanas. Ahí, ellos descubren que la líder de las Anguanas, la Anguana de Er, es la tía de Zick, Emily. Ella y Teddy son usados como una base de regateo cuando Emily cambia sus cuerpos con los de otras dos anguanas para que Zick atrape a un monstruo para su información a cambio de la información para la cura de Zob. Ella y Teddy lograr regresar a sus respectivos cuerpos, y Elena le agradece a Teddy, pero se arrepiente porque él sigue siendo arrogante. También descubren que la cura para Zob es el aliento de un monstruo llamado Mugalak. En ¡Mugalak!, ellos van a al Parque Drink Water para encontrar a Mugalak, aunque Elena siente que no deberían confiar en Teddy, y después descubren que Elena estaba en lo correcto debido a que Teddy roba el Aliento de Mugalak. Después de una pequeña batalla, y el colapso de la cueva, Elena insiste en que deberían dejar a Teddy ahí e irse, pero Zick decide ayudarlo a pesar de que los traicionó, y después de regresar a Zob a la normalidad descubren que Teddy quería el aliento para regresar a su padre a la normalidad, Terrence Thaur. En Reunión Familiar Zick va al Puerto para transportar a Chumba Bagingi al Oasis de Detención de Lardine y familiarizar con la familia Thaur, entonces se pone un poco celosa porque Zick está saliendo con su nuevo "amigo especial" y desea ser parte del mundo de Zick. Después, ella va a ayudar a Zick y a los demás después de descubrir que Lardine no llamó a Zick para que su familia y la familia Thaur fueran al Puerto Reef y ella afirma que siempre saca a Zick de problemas y jamás dejará de ayudarlo. En Garras, mientras están trabajando en un proyecto de clase, Zick y Elena son atacados por Puffy, que fue convertido en un monstruo y el amor de Elena actúa como un antídoto para devolverlo a la normalidad. También cuando ambos ven que sus compañeros David y Annie están enamorados, Elena concuerda con Zick cuando dice que sus vidas no son tan complicadas y ambos desvian sus miradas. En Fiesta Embrujada su madre Julie organiza una pijamada sin que Elena se diera cuenta, al principio desaprueba esto pero después se hace amiga Annie cuando las Anguanas invaden a su casa en lugar de la de Zick. En El Regreso de Magnacat se molesta cuando vuelve a ver a Teddy, y él piensa que ella no puede defenderse por sí sola. En El Inspector General ella ayuda a los monstruos durante la inspección reuniéndolos aunque no pueda verlos. En El Rascacielos Embrujado ella concuerda con Zick con la experiencia cuando la Srta. Swift dice que aunque una cosa suene increíble no significa que sea imposible. Ella también se molesta porque Bibbur-Si no se diera cuenta de que detuvieron a la Esfinge de destruirla. En Zapatos para Bombo ella y Zick no se asustan de todas los cosas de miedo que Soup y Ford pusieron mientras buscan a Bombo en la casa Blacksmith y enfrentan Fantasmas Oscuros. En El Ejército de Esqueletos, cuando Magnacat crea un ejército de esqueletos, Elena es secuestrada y le hecha un vistazo a la verdadera cara de Magnacat. En La Puerta Secreta ella afirma que siempre ayuda a Zick a no meterse en problemas y que es su "mascota". También fácilmente gana la confianza de la madre flyvan. En El Devorador, cuando Bibbir-Si es amenazada con ser invadida, ella se deprime porque no es útil en situaciones serias. Después, cuando descubre que Jeremy estaba bajo control mental y Zick fue capturado por Magnacat, Elena decide ir a buscar a Zick y Greta le da "El Regalo de la Visión" para que pueda ver monstruos y llora de la felicidad. Elena logra salvar a Zick y a Bibbur-Si, también estando muy feliz de poner ver monstruos. En El Último Domador Elena se pone celosa al ver que a Zick le gusta una Domadora llamada Lay Mamery, y ayuda a Zick a orientarse hasta que él logra recuperar sus poderes. En El Gran Escape se menciona que Elena va a la casa de Zick todos los días, pero es obligada por su madre a hacer una tarea que su maestra le encargó por estar muy distraída en clase últimamente. Después, ayuda a detener otra invasión hacia Bibbur-Si enviada por Magancat. En el El Cuerno de Kong ella va al hospital porque su madre está a punto de dar a luz a su nuevo hermanito y cuando ve al Monstruo-Saurio inmediatamente les informa a los Domadores. Cuando el Monstruo-Saurio llega al hospital, ella intenta hacer que el monstruo se vaya diciéndole que no lo dejará destruir el edificio junto con sus padres y futuro hermanito, pero se la come y termina atrapada dentro del estómago del Monstruo-Saurio con Magnacat y Viziosed junto con Zick. Después ambos logran escapar, Zick captura al Monstruo-Saurio junto con Magnacat y Viziosed.  Al final, Elena obtiene dos hermanitos, Charlie y Violeta, y aparece celebrando la declaración del final del exilio junto con Zick.

### 2° Temporada
En el episodio El Señor de las Brujas, Elena empieza a ir a la Armería Antigua para tomar clases como Guardiana junto con Zick como un Domador. Después de que ambos llegan tarde, ella demuestra que aún está celosa de Lay Mamery, y tanto ella como Lay se sienten atraídas por un nuevo Domodor, Bobby Clash. Durante la noche, cuando las Anguanas entran a la casa de Zick, ellas dejan caer una bolza que trae unos cuantos Domboxs, y un bebé Bombo al que Elena nombra como Bombolo y decide cuidarlo por un tiempo. Al día siguiente, cuando las Anguanas atacan la Armería y algunos de los Domadores jóvenes son hipnotizados por Moog Magister, ella y Lay, junto con los monstruos de la casa Barrymore, usan a los Bursties como globos de agua para despertarlos, y ella ayuda a repeler el ataque. Después, Jeremy decide dejar a Bombolo al cuidado de Elena como su primer trabajo como una Guardiana. En Un Monstruo por Dos, después de que Teddy accidentalmente libera a un Grunt llamado Grued, ella y Zick van a capturarlo y convence a Zick de llevar a Bombo con ellos. Más tarde logran capturar a Grued junto con unos criminales que estaban con él. En El Despertar del Dragón después de que Patty y Mattie son secuestradas en el Parque Drink Water por el Mugalak de nombre Mugmug, Elena no quiere ir a rescatarlas porque ellas no le permitieron unirse a las Lindas Señoritas Insecto, pero Zick la logra convencer. Cuando ellos llegan al parque, ellos descubren que Bombo y Bombolo los siguieron, y ella convence a Zick de que los acompañen en caso de que se metan en problemas. Después de rescatar a Patty y Mattie, ellos son capturados por otros dos Mugalaks, Ragador y Sulfurious. Después de que logran escapar, ella intenta convencer a Zick de que use el Hipno-Disco para que Patty y Mattie la dejen unirse a las Lindas Señoritas Insecto y él lo hace pero ellas terminan convirtiéndose en fanáticas obsesionadas que la molestan. En ¡Confía en Mi!, cuando Zob y Greta le probiben a Zick Domar monstruos durante un tiempo, ella acepta esconder el Dombox Universal de Zick (sin saber que este trae un monstruo Cameleón adentro), pero sin que se dieran cuenta, sus hermanitos Charlie y Violeta se llevan Dombox Universal, y termina en el supermercado de su padre. Después de registrar el supermercado, descubren que una de las empleadas de su padre, Delia, está planeando robar su supermercado para arruinar su negocio y el Camaleón se libera en el supermercado. Ellos logran capturar al Camaleón, y arruinan el plan de Delia. En Un Reino para Bombolo, después de que Bombolo causa destrozos en la cocina de la Armería, Elena es regañada por Jeremy por ser irresponsable y le dice que pensará en encargarle a Bombolo a alguien más. Su temor se vuelve realidad cuando una Gingi llamada Carmela va a reclamar a Bombolo debido a que supuestamente es el Príncipe Kamilo Segundo de Kamuludum-Si, y planea llevárselo a casa. Después de que Bombolo se va, ella se entristece y se deprime tanto que Zick decide llevarla s visitar a Bombolo en Kamaludum-Si junto con Bombo. Cuando ellos llegan, descubren que el lugar está desierto y todos los Bombos bebés han sido aprisionados por Carmela y su guardaespaldas Gurgle para obtener las plumas de Kamalu. Después de logran rescatar a los bebés, arruinar el plan de Carmela y capturar a Grugle, Bombolo decide quedarse con Elena. En La Caída de la Casa Barrymore cuando Elena siente un temblor en la Casa Barrymore, ella se emocionada al ver el sub-sótano oculto. Cuando la Casa Barrymore es amenazada con ser demolida por órdenes del Sr. Crackhour y el Sr. Wilkins, ella se preocupa porque la familia de Zick y los monstruos se irán. Cuando Zick descubre que los monstruos Sluggos están planeando destruir la casa para liberar a sus compañeros monstruos, ella inmediatamente le advierte a Zob, Greta y Timothy y también descubren que el equipo de demolición en realidad son Sluggos y que los Sluggos personificaron al Sr. Crackhour y el Sr. Wilkins. En La Venganza de Moog, después de que Zick es convertido en un Bommerbang por su tía Emily que sigue las órdenes de Moog Magister, Elena se preocupa por la desaparición de Zick y se comparta muy hostil hacia el monstruo sin saber que este en realidad es Zick. Durante la noche, cuando el monstruo entra en su sótano, al principio no cree que el monstruo es Zick pero se da cuenta de que es verdad cuando él responde correctamente cuando le pregunta cual fue el primer regalo que le dio y llora de la felicidad. Ella lo ayuda volver a la normalidad yendo a la Guarida de las Anguanas y creando el antídoto, y tuvo éxito y Zick logra capturar al monstruo que antes era. Ella se duerme después de ayudarlo, y Zick la lleva a casa. En Los Piratas del Unicornio, van a la playa para relajarse, pero no pueden porque sus padres le dan un celular con el cual ellos y la madre de Zick la llaman cada 5 minutos. Más tarde descubren que el barco pirata El Unicornio está asaltando otros botes y ella se molesta porque ellos roban su celular creyendo que es una caja musical. Ella habla sobre el lado romántico de Barba Erizada, pero es interrumpida por Zick porque le da asco y Elena se molesta con él y afirma que es insensible y cruel. Cuando ellos encuentran a Barba Erizada en la Cascada Quicksilver y acepta ayudarlos, ella, Zick y Bombo se visten como piratas y ayudan a detener El Unicornio. Ellos logran detenerlo, y recupera su celular. En El Hombre de Nieve, ella se emocionada por ser un día nevado, e inmediatamente se molesta cuando hay una guerra de nieve de solo Domadores cuando Zick, Teddy y Bobby usan sus tele-patines para lanzarse las bolas de nieve. Cuando el cuerpo de Zick es convertido en nieve, ella inmediatamente encuentra una solución para evitar que se derrita usando el Cristalizator. Cuando el Sr. Uzka va a ayudar a Zick, ella se preocupa porque están tomando demasiado tiempo y después descubre nadie llamó a Uzka para fuera a ayudar. Después de descubrir que Uzka aún está en Bibbur-Si y que el falso Uzka ha secuestrado a Zick, ella inmediatamente organiza a los monstruos para encontrar a Zick. Cuando Zick regresa a la casa Barrymore, ella inmediatamente lo abraza y le pregunta dónde estaba, y él le dice que enfrentó al viejo enemigo de su padre, Hector Sinistro. En La Isla de los Rebeldes ella y Zick ayudan a arreglar el globo de aire del abuelo de Zick, y conocen a los dos nuevos detenidos Lali Bergingigonz y Paruto Porro que escapan a la Isla Foggy. Ella y Zick van a traerlos devuelta que Bombo se mete de polizón en el globo de aire. Ellos logran rastrear con el Radio-gusano y descubren un oasis secreto lleno de monstruos escapados. Ellos logran capturar a todos los monstruos junto con un Purpidoch. En Leche y Galletas, ella accidentalmente le da leche y galletas a Bombolo después del atardecer e inmediatamente va con Zick para que la ayude con los efectos de Bombolo y detener los clones de granos que planean reprodicirse comiendo leche y galletas para dominar al mundo. Ella y Zick obtienen la ayuda de Teddy y Bobby en la Fábrica de leche para detenerlos usando una poción para granos para detenerlos y tienen éxito. Después ella celebra el cumpleaños de Lay, y junto con todos los demás come el pastel de Bim-Bombak que hizo que a Zick, Teddy y Bobby les salieran granos. En El Circo de Sinistro ella ayuda a un Bobak y se lo lleva a la casa de Zick y les habla sobre las desapariciones de monstruos. Ella, Zick y Bombo van a investigar y descubren que Hector Sinistro es el responsable de las desapariciones, y logran detenerlo y rescatar a los monstruos, pero Sinistro escapa. En El Torneo de los Domadores, durante el torneo, ella le da ánimos a Zick y se muestra celosa de Lay otra vez. Después de que todas las sálidas son selladas, ella y Zick van al cuarto de control y descubren que alguien ha atacado a Jeremy. Los Domadores deciden que los jóvenes salgan de la Armería. Cuando ellos toman la salida, son atacados por Viziosed, y ella cae en un abismo junto con Bobby, Lay y Teddy. En El Enemigo Invisible se revela que ella, junto con Bobby, Lay, y Teddy sobrevivieron a la caída del abismo. Después, ella ayuda a Zick a derrotar a Magnacat utilizando el Densificador para hacerlo más pesado y debilitarlo. En Apagón, ella se alegra al ser incluida en el plan de Jeremy para detener a los Guardianes Oscuros para arruinar la celebración de Big-Burg utilizando los fuegos artificiales para atacar Bibbur-Si. Ella y Zick, junto con Bombo, logran detenerlos y salvar ambas ciudades. En El Gran Campeón, ella ayuda a Zick a encontrar a Bombo en Bibbur-Si, y descubren que él está luchando en la Arena Esqueleto como el Rey Todopoderoso. Ellos descubren que Hector Sinistro está controlando a Bombo y se hace pasar por su agente. Ellos logran detener a Sinistro, y liberan a Bombo de su control. En "La Caja de Pandora", cuando visita un museo, un arqueologista llamado Charles Carpentry afirma que ha encontrado la Caja de Pandora y planea abrirla. Después descubren que en realidad es un Dombox que contiene un Rooge. Entonces ella sugiere reemplazar el jarrón. Después de que oran reemplazarlo, conocen a un Domador llamado Kostos Daniel La Bun y les dice que Carpentry en realidad robó el jarrón. En el muelle, el Rooge es liberado por accidente por Bombo y absorbe la energía vital de Carpentry y sus hombres. Entonces ella sugiere hacer bolas de luz para hacer que el Rooge se vaya, pero grita cuando se está marchando y absorbió su energía vital después de oír su. Después de que Zick derrota y captura al Rooge, ella rápidamente recupera su energía vital. En "La Poción del Miedo", después de que Emily crea una fórmula del miedo y lo envía como un regalo a la casa Barrymore, ella, Zick, Timothy y los monstruos son afectados por esta y le tiene miedo a todo. Sin embargo, Bombo no es afectado debido a una congestión nasal y los acompaña a ella y Zick para encontrar el antídoto y detener el plan de Emily de esparcir la fórmula del miedo en Halloween. Después de ver la torpeza de Bombo, él y Elena se ríen y su miedo se esfuma. Después, ellos logran detener el plan de las Anguanas. En "La Rebelión de las Sombras", después de notar que la sombra de Bombolo no es la de él, llama a Zick y comienzan a investigar porque ahí sombras están tomando el lugar de las sombras de otras personas. Después descubren que Hector Sinistro es está fabricando un ejército de sombras. Cuando son capturados, Hector roba la sombre de Zick para quitarle su memoria y usarla para encontrar su tesoro. Ella intenta ayudar a Zick a recuperar la memoria al enseñarle a usar sus poderes Dom, pero no lo logra. Entonces ella, junto con los abuelos de Zick y Bombo, va a encontrar a Hector paa recuperar la sombra de Zick. Después logran recuperar la sombra de Zick cuando destruyen el bastón de Sinistro para liberar las sombras, incluyendo la de Zick. Cuando persiguen a Hector Sinistro, logra escapar.

## Poderes
Al principio, Elena es una Portadora del Dombox para darle a Zick Domboxs para capturar monstruos. Y más tarde, como una Guardiana, Elena puede ver monstruos y guardarlos en Oasis de Detención.
También puede entender o adivinar lo que dicen algunos monstruos o animales.

## Vida amorosa
Al principio, la relación de Elena con Zick es de solo amigos, pero siempre se molesta cuando las personas piensan ellos están enamorados debido a que siempre están juntos y niega que él es su "novio". Sin embar en cierto punto de la serie parece enamorarse de él. Siempre se pone celosa cuando Zick está mirando a Lay Mamery, una Domadora que le gusta a Zick, y él está consciente de sus celos. En pocas ocasiones, ella abraza a Zick antes de que se vaya a algún lugar, salta felizmente hacia él y él la atrapa, e inmediatamente lo abraza cuando no lo ha visto por un largo tiempo. Sin embargo, en La Venganza de Moog, Zick es convertido en un monstruo llamado Bommerbang y Elena lo ayuda a volver a la normalidad. Después de esto, sin que Elena se de cuenta, Zick le escribe una carta en la cual le declara su amor por ella, la cual se la de a Bombolo cuando la lleva a casa mientras ella duerme, pero desafortunadamente, sin que Zick se diera cuenta, Bombolo se come la carta.
- Datos: Q3721475